# Марчелло Мастроянні
Марче́лло Вінче́нцо Доме́ніко Мастроя́нні (італ. Marcello Vincenzo Domenico Mastroianni, 28 вересня 1924, Фонтана-Лірі, Італія — 19 грудня 1996, Париж, Франція) — італійський кіноактор. Часто знімався у Федеріко Фелліні й Вітторіо Де Сіка. Тричі номінувався на премію «Оскар», одержав 2 нагороди Британської кіноакадемії і Каннського кінофестивалю, «Золотий глобус», Кубок Вольпі за найкращу чоловічу роль та інші. Найвідоміші фільми — «Солодке життя» (1960), «Розлучення по-італійськи» (1961), «Учора, сьогодні, завтра» (1963), «Казанова '70», «Вісім з половиною» (1963), «Шлюб по-італійськи» (1964), «Білі ночі». Був другом відомого українського і радянського фотографа Миколи Гнисюка.

## Біографія
Марчелло Мастроянні народився в гірському селі Фонтана-Лірі в Апеннінах, в родині Отторіно Мастроянні та Іди Іролле.
Є інформація, що активно розповсюджується в білоруських та ізраїльських блогах про те, що мати Мастроянні народилася в Мінську (тоді в Російській імперії) в єврейській родині. За документами, Іда Іролле народилася в 1898 році в Арпіно (італ. Arpino, лат. Arpinum) — місті, розташованому в області Лаціо, в провінції Фрозіноне. Міські гіди в Арпіно розповідають, що батьком Іди був офіцер кавалерії, відомий своїм музичним обдаруванням.
Молодший брат Марчелло, Руджеро, народився в Турині в 1929 році й став згодом відомим кіномонтажником і кіноактором.
Дитинство і юність Мастроянні пройшли в Турині та Римі. Вистави тих років були витримані в суто неореалістичній тональності, так само як і перші фільми за участю молодого актора.
Зігравши у Лукіно Вісконті в «Білих ночах» (1957) і у Маріо Монічеллі у кримінальній комедії «Зловмисники, як завжди, залишилися невідомі» (1958), Мастроянні був помічений Федеріко Фелліні, який запросив його на головну роль у своїй грандіозній кінофресці «Солодке життя» (1960). Цей фільм миттєво зробив його відомим і востребованим у всій Європі в незвичній для нього акторській іпостасі інтелектуала та космополіта.

### Всесвітнє визнання
У 1961 році були не менш захоплені відгуки кінокритиків про роботу Мастроянні у фільмі іншого класика італійського кіно — Мікеланджело Антоніоні — «Ніч», де його відчужена манера виконання точно відповідала режисерській задачі передачі відчуження, що панує в сучасному західноєвропейському суспільстві. Наступні дві картини за його участю — «Розлучення по-італійськи» зі Стефанією Сандреллі (режисер П'єтро Джермі) і «Приватне життя» з Бріжит Бардо (режисер Луї Маль) — були орієнтовані на ширшу аудиторію.
Вигравши дві поспіль нагороди Британської академії кіно, Мастроянні виконав головну роль у новому шедеврі Фелліні — «Вісім з половиною» (1963), після чого продюсер Карло Понті залучив його до низки проєктів за участю своєї дружини Софі Лорен. Під керівництвом режисера Вітторіо Де Сікі Мастроянні та Лорен зіграли подружжя у фільмі «Вчора, сьогодні, завтра». Так народився один із найзнаменитіших дуетів світового кіно.

### Пізні роботи

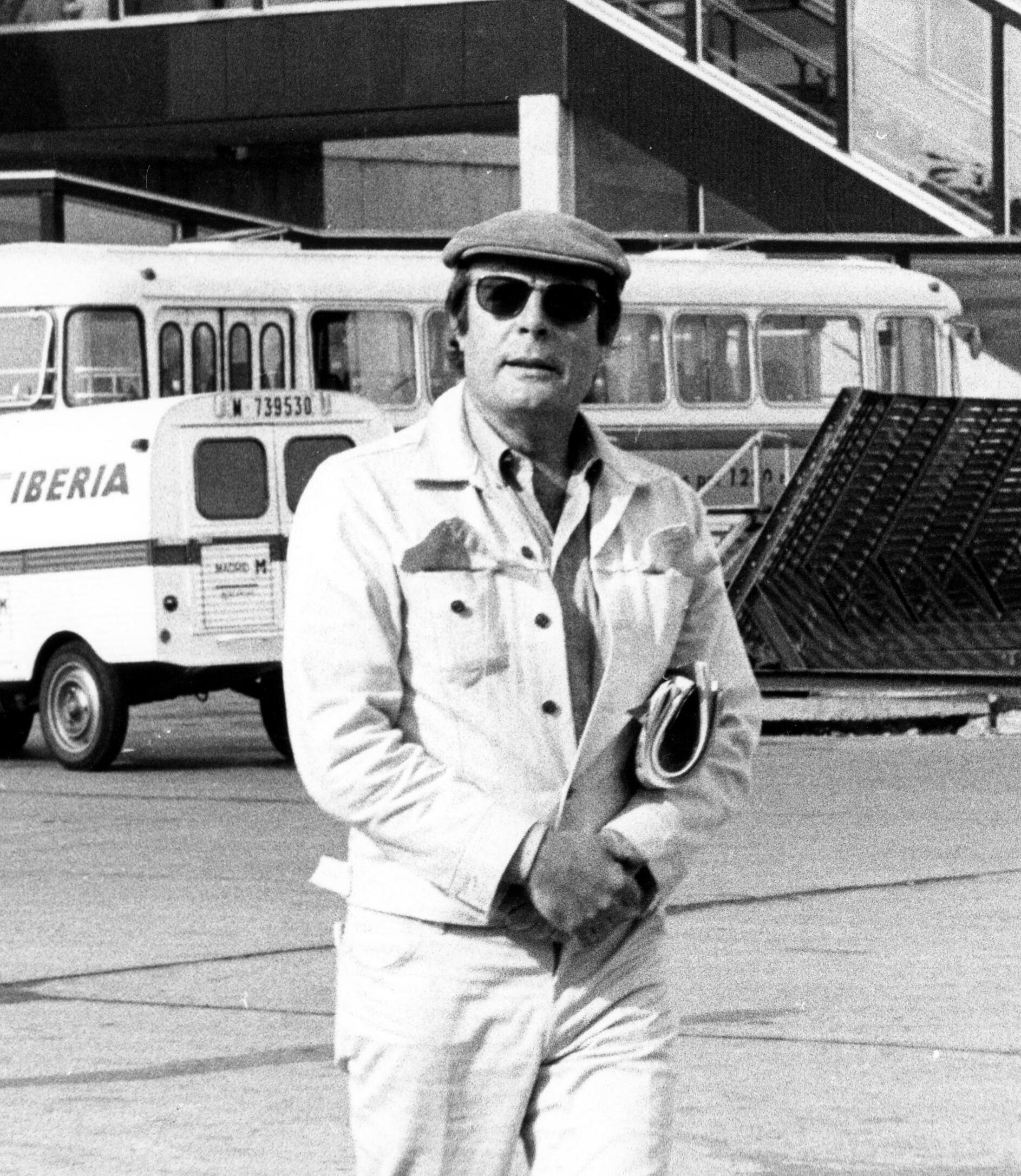
Марчелло Мастроянні в мадридському аеропорту Барахас, 1970 рік

Переступивши сорокарічний рубіж, Мастроянні знову працює з Вісконті («Сторонній», 1967), Фелліні («Рим», 1972) та Романом Поланскі («Що?», 1973). Черговий проєкт з Вітторіо Де Сіка та Софі Лорен — «Соняшники» (1970) — було здійснено не без радянської участі.
У другій половині 1970-х та у 1980-х роках актор знімався ще більше, ніж раніше. Щороку виходило по кілька фільмів за його участю, і хоч вони не мали великої популярності у глядача, критики, як і раніше, були прихильні до нього. У 1986 році він отримав приз Каннського кінофестивалю і був втретє висунутий на «Оскар», цього разу за роль у фільмі радянського режисера Микити Міхалкова «Очі чорні».
В одному з останніх своїх фільмів — «Прет-а-порте» Роберта Альтмана (1994) — Мастроянні зіграв італійця, який повернувся з Росії, який закоханий у героїню Софі Лорен.
Мастроянні помер через два роки від раку підшлункової залози. У дні перед похороном фонтан Треві в Римі, що асоціюється з його роллю в «Солодкому житті» Федеріко Фелліні, був символічно відключений і задрапірований чорним на знак поваги до актора, який пішов.

### Особисте життя
Марчелло Мастроянні з 1946 року був одружений з Флорою Карабеллою. У 1968 році Марчелло Мастроянні, на той момент офіційно одружений з актрисою Флоре Карабелле, зустрів Фей Данавей. Данавей і Мастроянні зустрічалися близько трьох років, але зрештою вирішили розлучитися: заради Фей актор не наважився залишити дружину та дітей. Своє справжнє кохання він знайшов у Франції: там він зустрів актрису Катрін Денев, у якої в 1972 році від нього народилася дочка Кьяра — згодом відома актриса.

## Фільмографія

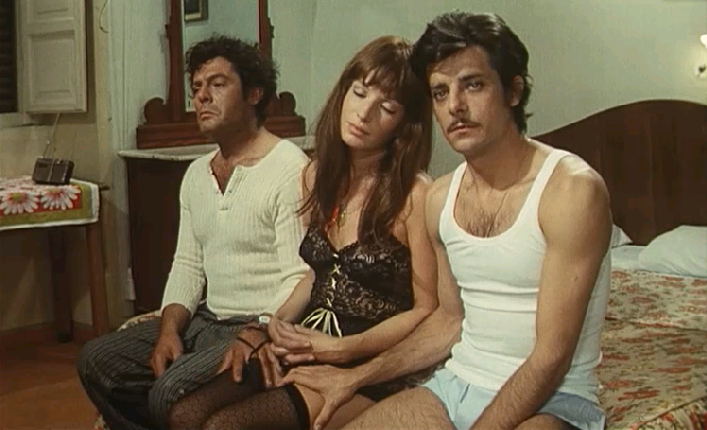
Марчелло Мастроянні (ліворуч), Моніка Вітті і Джанкарло Джанніні. Кадр з фільму «Драма ревнощів: усі деталі в хроніці» (1970)

- 1996 — «Подорож до початку світу»
- 1996 — «Стверджує Перейра» / Sostiene Pereira - Перейра
- 1996 — «Три життя й одна смерть» / Trois vies et une seule mort
- 1995 — «Сто та одна ніч Симона Сінема» / Les Cent et une nuits de Simon Cinema - італійський друг
- 1995 — «Поза хмарами»
- 1994 — «Висока мода» / (Pret-a-porter)
- 1993 — «Раз, два, три сонця!» /1, 2, 3 Solei!, Приз Венеційського кінофестивалю найкращому акторові другого плану.
- 1992 — «Другий подих» / (Used People)
- 1990 — «У них все добре» (Stanno tutti bene) — Матео Скуро
- 1989 — «Котра година?» /Che Ora e, Приз Венеційського кінофестивалю найкращому акторові.
- 1987 — «Очі чорні» / (Oci Ciorni), реж. Микита Михалков. Премія Каннського кінофестивалю найкращому акторові.
- 1987 — «Інтерв'ю» (Intervista)
- 1986 — «Джинджер і Фред» / (Ginger e Fred)
- 1985 — «Макарони» / Macaroni
- 1984 — «Генріх IV» /Enrico IV
- 1983 — «Історія П'єри» / (Storia di Piera)
- 1983 — «Генерал мертвої армії» (Il generale dell'armata morta) — генерал Арісто
- 1980 — «Місто жінок» / (La citta' delle donne)
- 1981 — «Шкіра» / (La Pelle)
- 1981 — «Привид кохання» (Fantasma d'amore) — Джованні Монті, «Ніно»
- 1979 — «Затор — неймовірна історія» (L'ingorgo — Una storia impossibile) — Марко Монтефочі
- 1978 — «Така, як ти є» (Così come sei) — Джуліо Маренго
- 1977 — «Подвійне вбивство»[it] / (Doppio delitto) — Бруно Бальдассар
- 1977 — «Незвичайний день» / (Una Giornata Particolare)
- 1976 — «Шляхетний венецієць» / (Culastrisce Nobile Veneziano)
- 1975 — «Жінка на неділю» / (La donna della domenica) — комісар Сантамарія
- 1974 — «Не чіпайте білу жінку!» / (Touche Pas a la Femme Blanche!)
- 1973 — «Велике їдло» / (La grande Bouffe)
- 1972 — «Рим» / (Roma)
- 1972 — «Сука» / (La Cagna)
- 1971 — «Це трапляється лише з іншими» / (Ça n'arrive qu'aux autres)
- 1971 — «Дозвольте представитися? Рокко Папалео» (Permette? Rocco Papaleo) — Рокко Папалео
- 1970 — «Дружина священника» (La moglie del prete) — дон Маріо
- 1970 — «Лео останній» / (Leo the Last) — Лео
- 1970 — «Драма ревнощів: усі деталі в хроніці» /Dramma delle Gelosi, Премія Каннського кінофестивалю найкращому акторові.
- 1969 — «Соняшники» / І girasoli
- 1968 — «Коханці» (Amanti)
- 1967 — «Сторонній» / (Lo Straniero) — Артур Мерсо
- 1966 — «Маки — це також квіти» (The Poppy Is Also a Flower) — інспектор Моска
- 1965 — «Десята жертва» (La Decima Vittima) — Марчелло Полетті
- 1964 — «Шлюб по-італійськи» (Matrimonio all'italiana) — Доменіко Соріано
- 1964 — «Вчора, сьогодні, завтра» (Ieri, oggi, domani) — Карміне Збараті/Ренцо/Августо Русконі
- 1963 — «8½» («Otto e mezzo»)
- 1961 — «Розлучення по-італійськи» / (Divorzio all'italiano) — Фердинандо Чефалу́
- 1961 — «Ніч» / (La notte) — Джованні Понтано
- 1960 — «Красунчик Антоніо» / (l bell'Antonio) — Антоніо Маньяно
- 1960 — «Солодке життя» (La dolce vita) — Марчелло Рубіні
- 1958 — «Зловмисники, як завжди, залишилися невідомими» / (І soliti ignoti) — Тиберій Браскі
- 1957 — «Лікар і чаклун» / (Il medico e lo stregone) — Франческо Марчетті
- 1957 — «Білі ночі» / (Le notti bianche) — Маріо
- 1956 — «Щастя бути жінкою» / (Fortuna di essere donna) — Коррадо Бетті
- 1955 — «Прекрасна мельничиха» / (La bella mugnaia) — Лука
- 1954 — «Повість про бідних закоханих» /Cronache di poveri amanti
- 1954 — «Дні кохання» / (Giorni d'amore) — Паскуале
- 1954 — «Принцеса Канарська» / La principessa delle Canarie — дон Дієго
- 1952 — «Дівчата з майдану Іспанії» / Ragazze di piazze di Spagna
- 1950 — «Серпнева неділя» / Domenica d'agosto
- 1947 — «Знедолені» / Les miserables — студент-революціонер

## Нагороди
- Кавалер Великого хреста ордену «За заслуги перед Італійською Республікою» (16 березня 1994 року)[12]
- Великий офіцер ордену «За заслуги перед Італійською Республікою» (27 квітня 1987 року)[13]
- Командор ордену «За заслуги перед Італійською Республікою» (27 грудня 1967 року)[14]
- Срібна пальмова гілка за найкращу чоловічу роль у фільмі Микити Міхалкова «Очі чорні» (1987) на кінофестивалі Канна.